# Система предупреждения о сходе с полосы

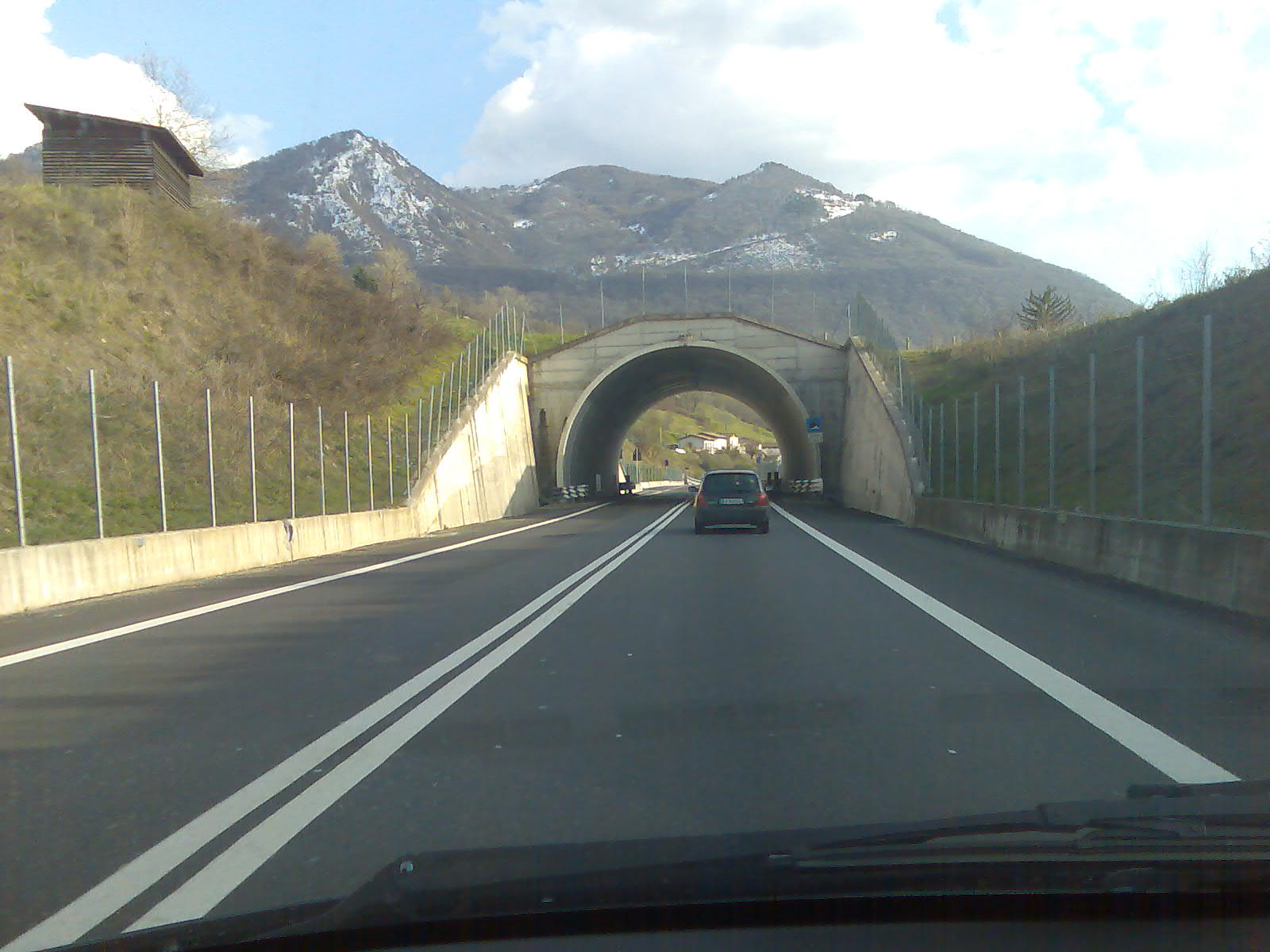
Проезжая часть с разметкой

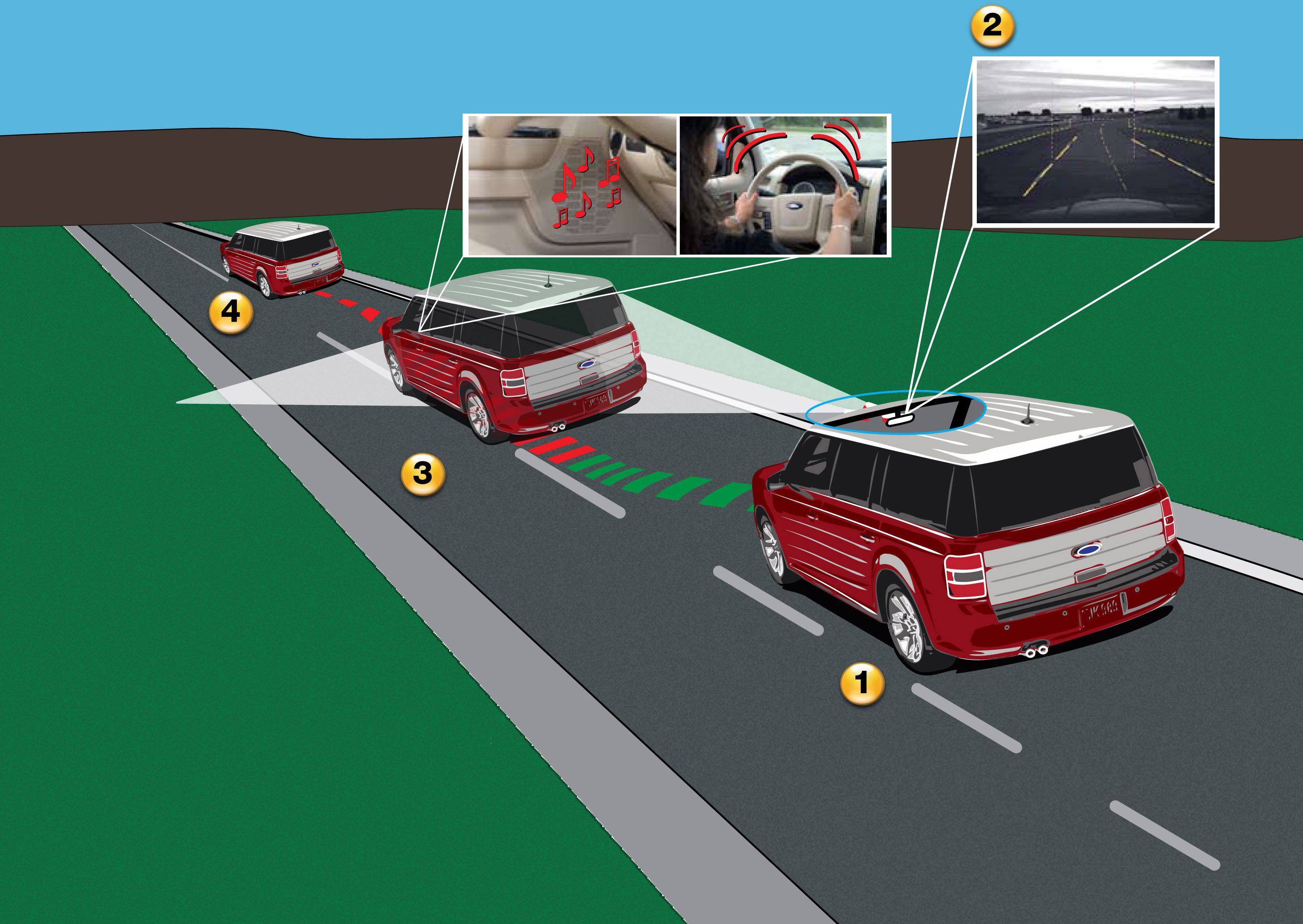
Система предупреждения о сходе с полосы

Система предупреждения о сходе с полосы — в дорожно-транспортной терминологии, является механизмом, предназначенным для того, чтобы предупредить водителя, когда автомобиль начинает двигаться из своей полосы движения (за исключением ситуации, когда поворотник включен в этом направлении) на автострадах и магистралях.
Эти системы предназначены для минимизации несчастных случаев и устранения основной причины столкновения: водительской ошибки, рассеянности и сонливости.

## Типы
Существует два основных типа систем:
- Системы, которые предупреждают водителя (lane departure warning — система предупреждения о сходе с полосы, LDW — СПСП), если автомобиль покидает полосу (визуальные, звуковые и/или вибрационные предупреждения)
- Системы, которые предупреждают водителя и, если водитель ничего не делает, автоматически предпринимают действия для того, чтобы удержать транспортное средство на своей полосе (lane keeping system — система удержания полосы движения, LKS — СУПД)

## Типы датчиков

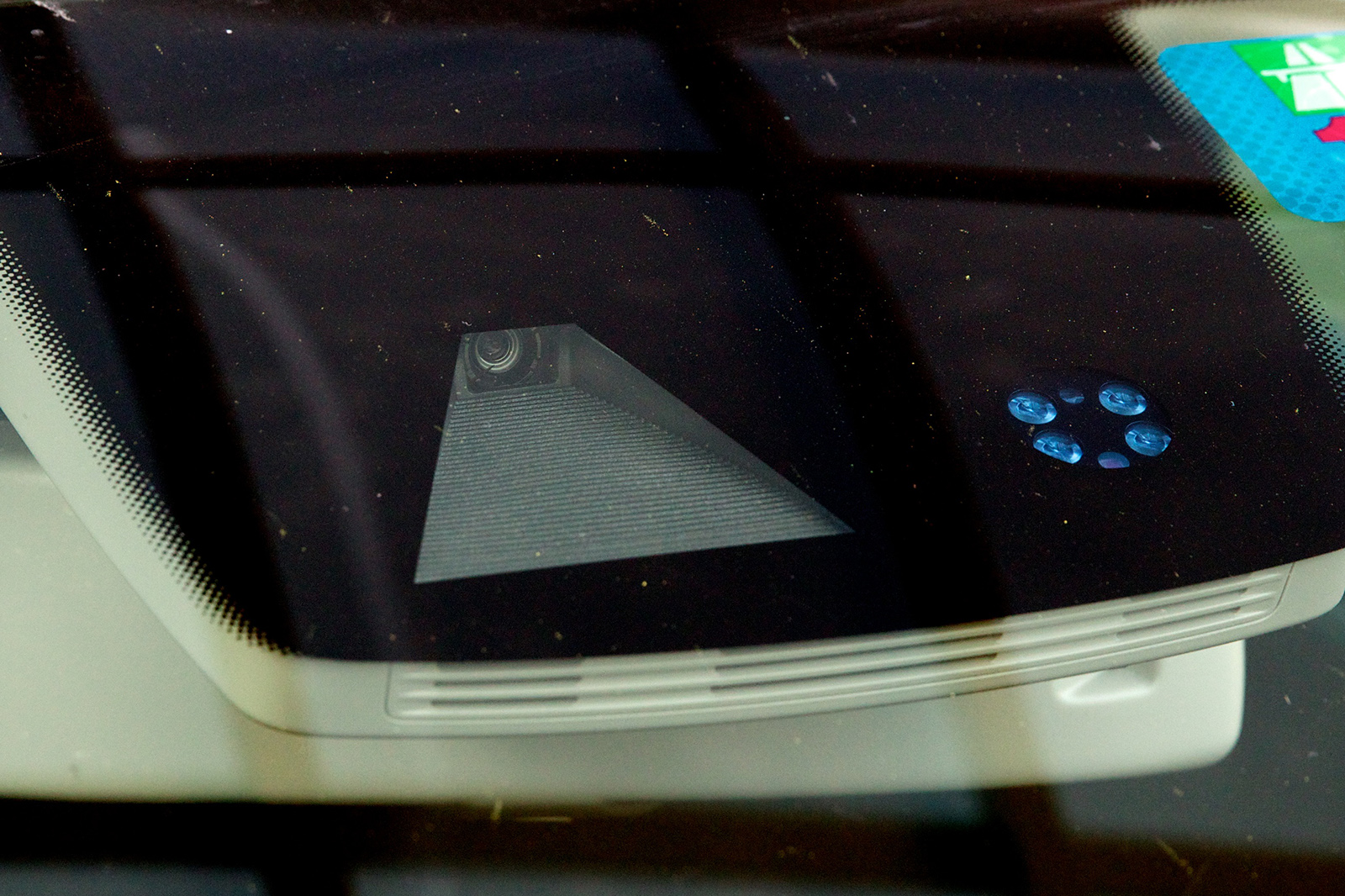
Камера удержания полосы на VW Golf

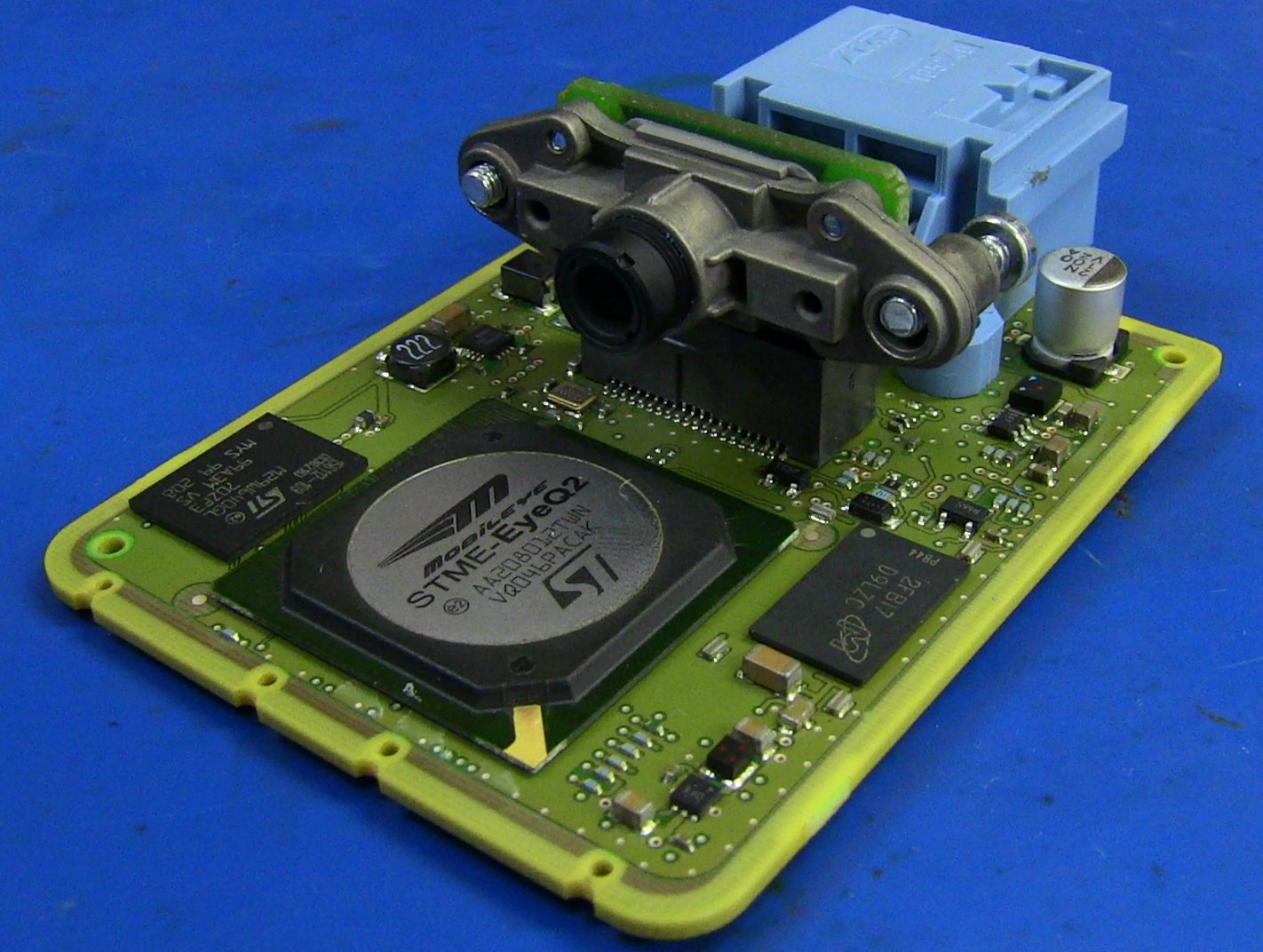
Печатная плата и модуль камеры от Hyundai Lane Guidance.

Системы предупреждения о сходе с полосы и системы удержания полосы основываются на:
- Видео-датчиках в зрительной области (устанавливаются за лобовым стеклом, типично встраивание возле зеркала заднего вида)
- Лазерных датчиках (устанавливаются на передней части транспортного средства)
- Инфракрасных датчиках (устанавливаются под лобовым стеклом или под днищем автомобиля)[1]

## Ограничения
И система предупреждения о сходе с полосы, и система удержания полосы опираются на видимую дорожную разметку. Они, как правило, не могут определять затертую, отсутствующую или некорректную разметку. Разметка, покрытая снегом или старая разметка могут нарушить функционирование системы.